# Tales to Astonish
A Tales to Astonish, vagyis Meglepő történetek két képregénysorozatnak, valamint egy egyrészes kiadványnak a címe melyet a Marvel Comics adott ki az Amerikai Egyesült Államokban.
Az első sorozat mely ezt a címet viselte egy 1959 és 1968 között, a képregény ezüstkorában megjelenő sci-fi antológia volt, melyben több, a kiadó által ma is használt képregényszereplő is feltűnt. A második sorozat 1979 és 1981 között jelent meg, és a Torpedó, más néven Namor herceg újranyomtatott történeteit tartalmazta. Később, 1994-ben még egy egyrészes képregény jelent meg ezen a címen.

## A megjelenés története
A Tales of Astonish első száma 1959 januárjában jelent meg az Atlas Comics  kiadásában, mely a későbbi Marvel egyik elődje volt. Az antológiában a kor divatjának megfelelően többnyire misztikus és fantasztikus történetek jelentek meg, melyek mindig valamilyen meglepő fordulattal végződtek. A történetek szereplői földönkívüliek, szellemek, mitológiai alakok, furcsa lények és gyakran gigantikus méretű szörnyek voltak. A legtöbb történet írója a kiadó akkori főszerkesztője, Stan Lee volt. Rajzolói Jack Kirby, Steve Ditko, Dick Ayers, Don Heck és Paul Reinman voltak.